# Eugène Brieux

Eugène Brieux, 1885

Eugène Brieux ([ø.ʒɛn bʁjø]; * 19. Januar 1858 in Paris; † 6. Dezember 1932 in Nizza) war ein französischer Dramatiker. Er galt als einer der führenden Vertreter des naturalistischen Thesendramas und setzte sich kritisch mit sozialen Problemen und der frauenfeindlichen Justiz seiner Zeit auseinander.

## Leben

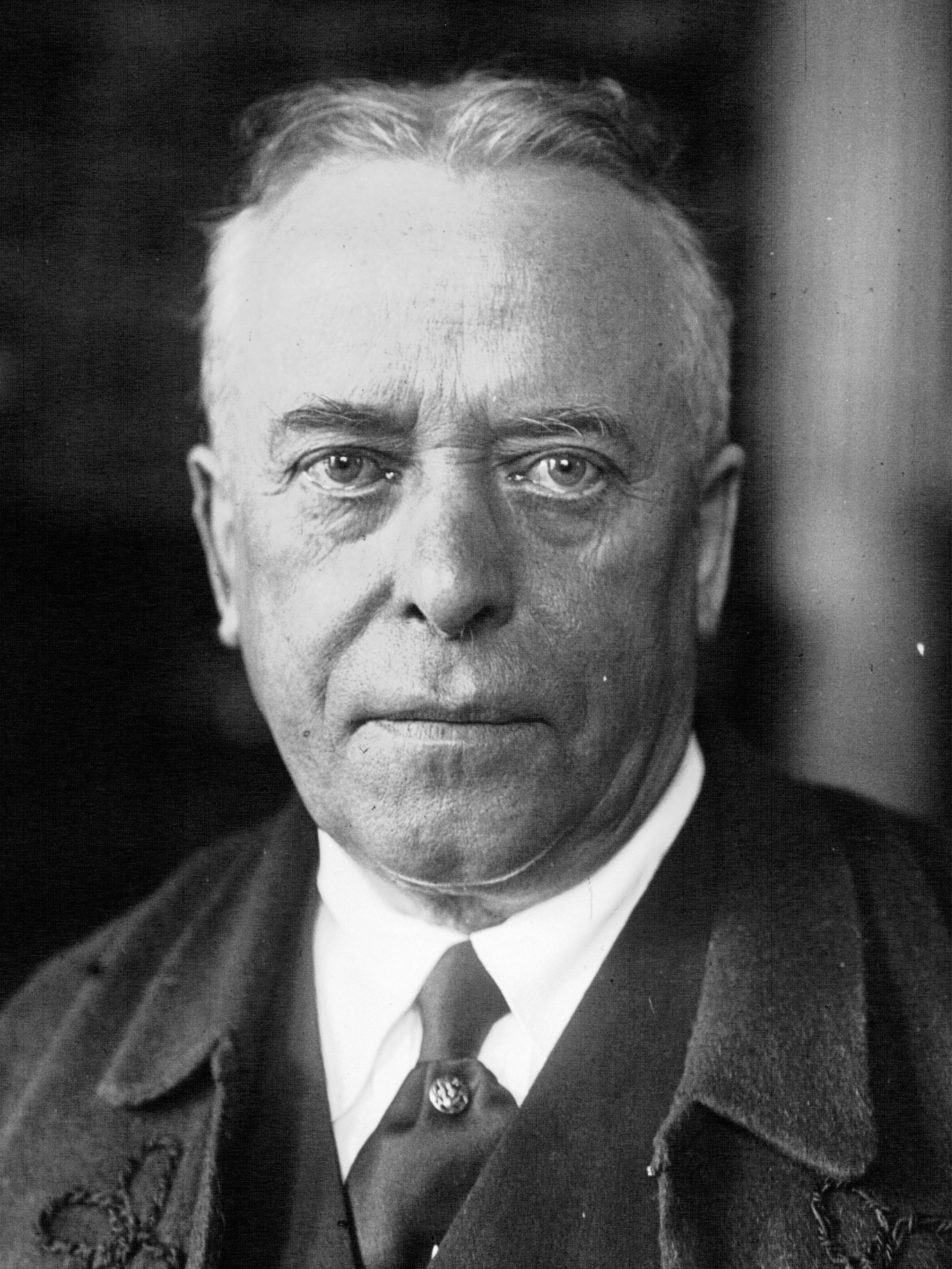
Eugène Brieux, 1923

Brieux wuchs als Sohn eines Schreiners in bescheidenen Verhältnissen im Pariser Distrikt Temple auf. Seine Schulbildung beschränkte sich auf den Besuch der "École communale" und "École primaire supéricure" ("École Turgot"), die er mit 13 Jahren abschloss. Trotzdem interessierte er sich sehr für Literatur, las viel und verfasste mit 15 Jahren sein erstes Theaterstück. Während langer Jahre, in denen er seine Manuskripte vergeblich verschiedenen Theatern anbot, bestritt er seinen Lebensunterhalt als Bankangestellter. 1879 wurde erstmals eines seiner Stücke, Bernard Palissy, am Cluny Theater aufgeführt, allerdings auch nur ein einziges Mal.
Auf Grund des mäßigen Erfolg entschied Brieux, sich fürs Erste als Journalist zu versuchen. Nach einigen Jahren als Reporter in Dieppe wurde er Chefredakteur beim Le Nouvelliste in Rouen. In Rouen brachte er auch einige weniger bedeutende Stücke auf die Bühne, ohne eine Karriere in Paris aus den Augen zu verlieren. Ermutigung fand er darin, dass 1890 sein Stück Ménage des Artistes am Théâtre Libre aufgeführt wurde. Aber erst zwei Jahre später gelang ihm der endgültige Durchbruch mit dem Stück Blanchette, das von dem Theatermanager und Schauspieler André Antoine über einhundert Mal aufgeführt und auch auf Tournee in die Provinz geschickt wurde.
Brieux kehrte daraufhin nach Paris zurück, wo er Artikel für Patrie, Gaulois und Le Figaro verfasste. Zwischen 1893 und 1899 arbeitete er außerdem als Theater- und Musikkritiker für La Vie Contemporaine. Vor allem aber schrieb er nun Stück um Stück. Betonten seine Werke zunächst noch das komische Element, begann mit dem Stück Les Trois Filles des M. Dupont 1897 seine sogenannte ‚Sturm- und-Drang-Periode‘. Er setzte sich in Stücken wie Le Berceau (1898), La Robe Rouge (1900), Les Avariés (1901) und Maternité (1903) kritisch mit sozialen Problemen wie Armut, politischer Korruption, Ehescheidung, Geschlechtskrankheiten, Todesstrafe und Elternschaft auseinander. Spätere Dramen wie Les Hannetons (1906) oder Simone (1908) waren dagegen wieder optimistischer gestimmt.

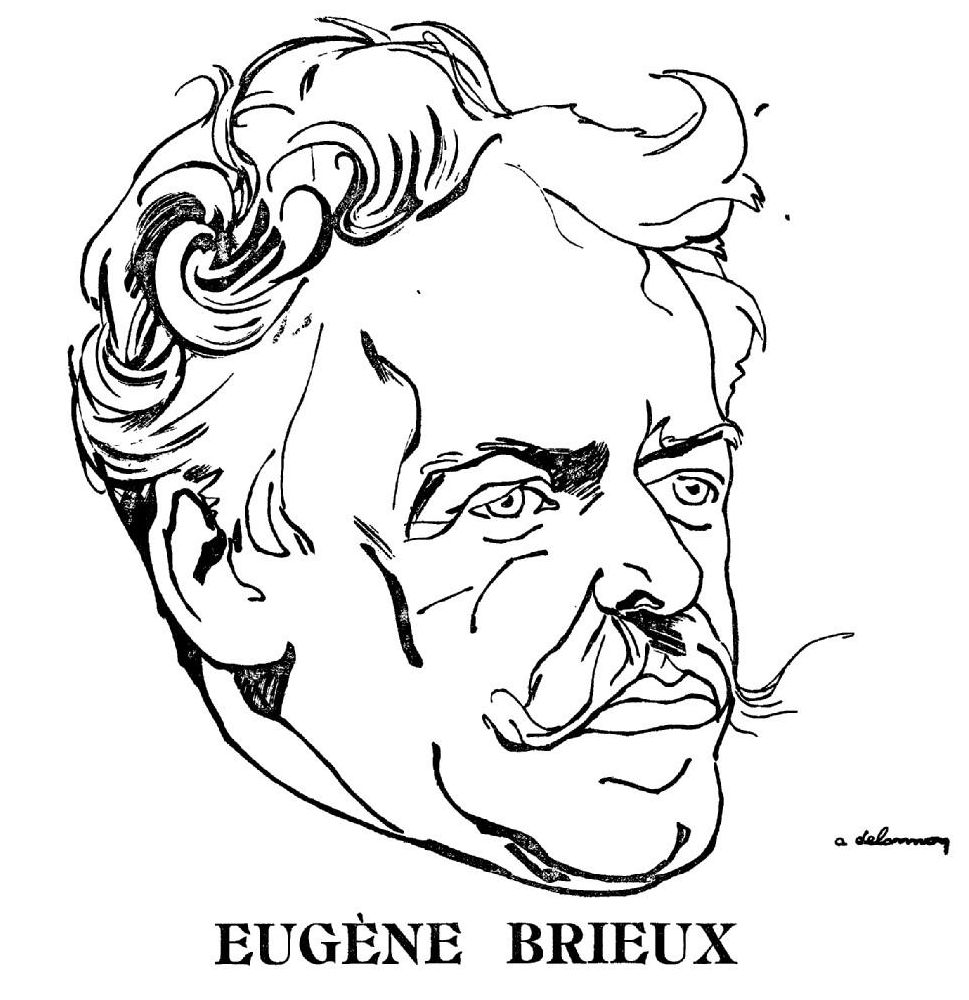
Eugène Brieux, gezeichnet von Aristide Delannoy (1909)

Bis zum Ausbruch des Ersten Weltkriegs schrieb Brieux über vierzig Theaterstücke und erreichte den Gipfel seines Ruhms. Sein Drama Les Avariés (dt. Die Schiffbrüchigen, 1903), das sich mit der Syphilis und ihren Folgen befasste und wegen der medizinischen Details in diversen Ländern zensiert wurde, galt als das meist diskutierte Theaterstück des Jahrzehnts und großartigster Beitrag des Theaters zum Wohl der Menschheit. Insbesondere sexualreformerische Gruppen propagierten das Aufklärungsstück, in Deutschland etwa die Deutsche Gesellschaft zur Bekämpfung der Geschlechtskrankheiten. Es wurde allein in Deutschland zwischen 1910 und 1920 von einem Millionenpublikum gesehen. In den USA schrieb Upton Sinclair 1913 eine Romanfassung. 1918 verfilmten Jacob und Luise Fleck das Stück unter dem Titel Die Geissel der Menschheit; Edgar G. Ulmer adaptierte es 1933 unter dem Titel „Damaged Lives.“
Brieux zog sich zunehmend aufs Land zurück. Seine Villa in Agay, nahe Cannes, wurde dabei zu einer lokalen Touristenattraktion, so dass er in eine noch abgelegenere Region im Département Loire zog, wo er sich die Zeit mit Angeln und Landwirtschaft vertrieb. Er wurde zum Ritter der Ehrenlegion ernannt und kandidierte 1908 als Nachfolger von Ludovic Halévy für die Académie française. 1909 ging sein Wunsch mit der Aufnahme in Erfüllung. Dabei setzte er sich gegen Alfred Capus und Georges de Porto-Riche durch.

Titelbild einer illustrierten Romanfassung von Eugène Brieuxs Drama "L'Avaries" (1903)

Vorankündigung des Dramas Die Schiffbrüchigen im Vorwärts vom 24. Juni 1913

Brieux war der seinerzeit bekannteste und populärste französische Dramatiker. George Bernard Shaw nannte ihn "incomparably the greatest writer France has produced since Molière.” und behauptete, dass es nach dem Tod Henrik Ibsens westlich von Russland keinen wichtigeren Dramatiker mehr gebe. Für andere war er „der Tolstoi des Fabour du Temple.“ Er selbst verstand sich als Vermittler, der dem breiten Publikum die großen Ideen großer Denker nahebringen wollte. Nach dem Ersten Weltkrieg ließ das Interesse an seinen Stücken, deren didaktischer Impetus als nicht mehr zeitgemäß angesehen wurde, jedoch stark nach.

## Werke
- Bernard Palissy, 1879
- Le bureau des divorces, 1881
- Ménages d’artistes, 1890
- Corneille à Petit-Couronne, 1890
- Blanchette, 1892
- Monsieur de Réboval, 1892
- Fifine, 1894
- Chacun chez soi, 1894
- L’Engrenage, 1894
- Chez la mère Octave, 1894
- Le soldat Graindor, 1895
- La rose bleue, 1895
- Les Bienfaiteurs, 1896
- L'Évasion, 1896
- Résultat des courses, 1898
- Le Berceau, 1898
- Les trois filles de M. Dupont, 1899
- La robe rouge, 1900
- Les Remplaçantes, 1901
- Les Avariés, 1901
- La petite amie, 1902
- Maternité, 1903
- La Déserteuse, 1904
- La Couvée, 1904
- L’Armature, 1905
- Les Hannetons, 1906
- La Française, 1907
- Simone, 1908
- Suzette, 1909
- Voyage aux Indes et en Indochine, 1910
- Tunisie, 1910
- La Foi, 1912
- La femme seule, 1912
- Algérie, 1912
- Au Japon, 1914
- Le bourgeois aux champs, 1914
- Les Américains chez nous, 1920
- L’Avocat, 1922
- L’Enfant, 1923
- La famille Lavolette, 1926